# Almazul
Almazul è un comune spagnolo di 148 abitanti situato nella comunità autonoma di Castiglia e León.